# Discografia dei Franz Ferdinand
La discografia dei Franz Ferdinand, gruppo musicale scozzese, è costituita da cinque album in studio, un album di remix, due album dal vivo, due compilation, sette EP e oltre venti singoli, pubblicati tra il 2003 e il 2024.
Inoltre, nel 2015 i Franz Ferdinand hanno registrato e pubblicato un album sotto il nome di FFS (abbreviazione di Franz Ferdinand e Sparks), un supergruppo collaborativo formato insieme alla band art rock statunitense Sparks.

## Album

### Album in studio
| Anno                                                                          | Titolo | Classifiche | Classifiche | Classifiche | Classifiche | Classifiche | Classifiche | Classifiche | Classifiche | Classifiche | Classifiche | Classifiche | Classifiche | Classifiche | Classifiche | Classifiche | Classifiche | Classifiche | Classifiche | Classifiche | Classifiche | Certificazioni                                                                                         |
| Anno                                                                          | Titolo | UK          | AUS         | AUT         | BEL (FL)    | BEL (WA)    | CAN         | DEN         | FIN         | FRA         | GER         | IRL         | ITA         | NOR         | NLD         | NZ          | POR         | SPA         | SWE         | SWI         | USA         | Certificazioni                                                                                         |
| ----------------------------------------------------------------------------- | --- | ----------- | ----------- | ----------- | ----------- | ----------- | ----------- | ----------- | ----------- | ----------- | ----------- | ----------- | ----------- | ----------- | ----------- | ----------- | ----------- | ----------- | ----------- | ----------- | ----------- | --- |
| 2004                                                                          | Franz Ferdinand - Pubblicato: 9 febbraio 2004 - Etichetta: Domino Records - Formati: CD, LP, MC, download digitale, streaming                      | 3           | 12          | 26          | 7           | 22          | —           | 24          | 13          | 26          | 16          | 2           | 56          | 11          | 18          | 5           | —           | 43          | 16          | 35          | 32          | - AUS: Platino - BEL: Oro - CAN: Oro - DEN: Oro - GER: Oro - NOR: Oro - UK: Platino (4) - USA: Platino |
| 2005                                                                          | You Could Have It So Much Better - Pubblicato: 3 ottobre 2005 - Etichetta: Domino Records - Formati: CD, LP, MC, download digitale, streaming      | 1           | 5           | 5           | 4           | 8           | 3           | 8           | 6           | 5           | 2           | 2           | 8           | 4           | 9           | 7           | 8           | 13          | 6           | 4           | 8           | - BEL: Oro - GER: Oro - JPN: Oro - UK: Platino - USA: Oro                                              |
| 2009                                                                          | Tonight: Franz Ferdinand - Pubblicato: 26 gennaio 2009 - Etichetta: Domino Records - Formati: CD, LP, download digitale, streaming                 | 2           | 6           | 5           | 6           | 4           | 2           | 17          | 10          | 4           | 2           | 10          | 8           | 17          | 4           | 10          | 12          | 3           | 13          | 3           | 9           | - UK: Oro                                                                                              |
| 2013                                                                          | Right Thoughts, Right Words, Right Action - Pubblicato: 26 agosto 2013 - Etichetta: Domino Records - Formati: CD, LP, download digitale, streaming | 6           | 18          | 7           | 5           | 10          | 7           | 29          | 48          | 6           | 4           | 19          | 15          | 21          | 3           | —           | 15          | 9           | 42          | 3           | 24          | |
| 2018                                                                          | Always Ascending - Pubblicato: 9 febbraio 2018 - Etichetta: Domino Records - Formati: CD, LP, MC, download digitale, streaming                     | 6           | 28          | 16          | 21          | 13          | 31          | —           | —           | 23          | 13          | 35          | 31          | —           | 19          | —           | 14          | 20          | —           | 5           | 59          | |
| "—" indica una pubblicazione non classificata o non pubblicata in quel Paese. | |             |             |             |             |             |             |             |             |             |             |             |             |             |             |             |             |             |             |             |             | |

### Album dal vivo
| Anno | Titolo                                                                                            |
| ---- | ------------------------------------------------------------------------------------------------- |
| 2003 | Live 2003 - Pubblicato: 2003 - Etichetta: autoprodotto - Formati: LP                              |
| 2014 | Live 2014 at the London Roundhouse - Pubblicato: 2014 - Etichetta: Concert Live - Formati: LP, CD |

### Raccolte
| Anno                                                                          | Titolo | Classifiche | Classifiche | Classifiche | Classifiche | Classifiche | Classifiche | Classifiche | Classifiche | Classifiche | Classifiche | Classifiche | Classifiche |
| Anno                                                                          | Titolo | UK          | AUS         | AUT         | BEL (FL)    | BEL (WA)    | FRA         | GER         | JPN         | NLD         | POR         | SPA         | SWI         |
| ----------------------------------------------------------------------------- | --- | ----------- | ----------- | ----------- | ----------- | ----------- | ----------- | ----------- | ----------- | ----------- | ----------- | ----------- | ----------- |
| 2014                                                                          | LateNightTales: Franz Ferdinand - Pubblicato: 15 settembre 2014 - Etichetta: LateNightTales - Formati: CD, LP, download digitale, streaming | —           | —           | —           | —           | —           | 150         | —           | —           | —           | —           | —           | —           |
| 2022                                                                          | Hits to the Head - Pubblicato: 11 marzo 2022 - Etichetta: Domino Records - Formati: CD, LP, MC, download digitale, streaming                | 7           | 78          | 15          | 22          | 5           | 55          | 9           | 45          | 31          | 10          | 16          | 15          |
| "—" indica una pubblicazione non classificata o non pubblicata in quel Paese. | |             |             |             |             |             |             |             |             |             |             |             |             |

### Mixtape
| Anno | Titolo |
| ---- | --- |
| 2009 | Blood: Franz Ferdinand - Pubblicato: 18 aprile 2009 - Etichetta: Domino Records - Formati: CD, LP, download digitale, streaming |

## Extended play
| Anno | Titolo |
| ---- | --- |
| 2006 | Remixes - Pubblicato: 2006 - Etichetta: Domino Records - Formati: CD, 12"                                         |
| 2009 | iTunes Festival: London 2009 - Pubblicato: 9 luglio 2009 - Etichetta: Domino Records - Formati: download digitale |
| 2011 | Covers - Pubblicato: 16 aprile 2011 - Etichetta: Domino Records - Formati: CD, 12"                                |
| 2013 | The North Sea - Pubblicato: 29 luglio 2013 - Etichetta: Domino Records - Formati: 12", download digitale          |
| 2013 | Live E.P. - Pubblicato: 12 agosto 2013 - Etichetta: Domino Records - Formati: download digitale                   |
| 2013 | Evil Action - Pubblicato: 18 settembre 2013 - Etichetta: Domino Records - Formati: CD, download digitale          |
| 2014 | Spotify Sessions - Pubblicato: 4 febbraio 2014 - Etichetta: Domino Records - Formati: streaming                   |

## Singoli
| Anno                                                                          | Titolo                    | Classifiche | Classifiche | Classifiche | Classifiche | Classifiche | Classifiche | Classifiche | Classifiche | Classifiche | Classifiche | Classifiche | Classifiche | Classifiche | Classifiche | Certificazioni                          | Album di provenienza                      |
| Anno                                                                          | Titolo                    | UK          | AUS         | AUT         | DEN         | FRA         | GER         | IRL         | ITA         | NLD         | NZ          | SPA         | SWE         | SWI         | USA         | Certificazioni                          | Album di provenienza                      |
| ----------------------------------------------------------------------------- | ------------------------- | ----------- | ----------- | ----------- | ----------- | ----------- | ----------- | ----------- | ----------- | ----------- | ----------- | ----------- | ----------- | ----------- | ----------- | --------------------------------------- | ----------------------------------------- |
| 2003                                                                          | Darts of Pleasure         | 44          | —           | —           | —           | —           | —           | —           | —           | —           | —           | —           | —           | —           | —           |                                         | Franz Ferdinand                           |
| 2004                                                                          | Take Me Out               | 3           | 25          | —           | 16          | 92          | —           | 8           | —           | 72          | 16          | —           | 43          | —           | 66          | - CAN: Oro - UK: Platino (2) - USA: Oro | Franz Ferdinand                           |
| 2004                                                                          | The Dark of the Matinée   | 8           | —           | —           | —           | —           | 88          | 27          | —           | 73          | —           | —           | —           | —           | —           |                                         | Franz Ferdinand                           |
| 2004                                                                          | Michael                   | 17          | —           | —           | —           | —           | —           | 39          | —           | —           | —           | —           | —           | —           | —           |                                         | Franz Ferdinand                           |
| 2004                                                                          | This Fire                 | —           | —           | —           | —           | —           | —           | —           | —           | 85          | —           | —           | —           | —           | —           |                                         | /                                         |
| 2005                                                                          | Do You Want To            | 4           | 34          | —           | —           | 68          | 70          | 26          | 35          | 13          | —           | 5           | 45          | 75          | 76          | - UK: Argento - USA: Oro                | You Could Have It So Much Better          |
| 2005                                                                          | Walk Away                 | 13          | —           | —           | —           | —           | 96          | 46          | —           | 84          | —           | —           | —           | —           | —           |                                         | You Could Have It So Much Better          |
| 2006                                                                          | The Fallen                | 14          | —           | —           | —           | —           | —           | 41          | —           | 91          | —           | —           | —           | —           | —           |                                         | You Could Have It So Much Better          |
| 2006                                                                          | Eleanor Put Your Boots On | 30          | —           | —           | —           | —           | —           | —           | —           | —           | —           | —           | —           | —           | —           |                                         | /                                         |
| 2008                                                                          | Lucid Dreams              | —           | —           | —           | —           | —           | —           | —           | —           | —           | —           | —           | —           | —           | —           |                                         | /                                         |
| 2008                                                                          | Ulysses                   | 20          | —           | 45          | —           | 31          | 41          | —           | —           | 74          | —           | —           | —           | 44          | —           |                                         | Tonight: Franz Ferdinand                  |
| 2009                                                                          | No You Girls              | 22          | —           | —           | —           | 46          | 80          | —           | —           | 95          | —           | —           | —           | 83          | —           |                                         | Tonight: Franz Ferdinand                  |
| 2009                                                                          | Can't Stop Feeling        | —           | —           | —           | —           | 69          | —           | —           | —           | —           | —           | —           | —           | —           | —           |                                         | Tonight: Franz Ferdinand                  |
| 2009                                                                          | What She Came For         | —           | —           | —           | —           | —           | —           | —           | —           | —           | —           | —           | —           | —           | —           |                                         | Tonight: Franz Ferdinand                  |
| 2009                                                                          | Live Alone                | —           | —           | —           | —           | —           | —           | —           | —           | —           | —           | —           | —           | —           | —           |                                         | Tonight: Franz Ferdinand                  |
| 2013                                                                          | Right Action              | —           | —           | —           | —           | —           | —           | —           | —           | —           | —           | —           | —           | —           | —           |                                         | Right Thoughts, Right Words, Right Action |
| 2013                                                                          | Love Illumination         | —           | —           | —           | —           | 148         | —           | —           | —           | —           | —           | —           | —           | —           | —           |                                         | Right Thoughts, Right Words, Right Action |
| 2013                                                                          | Evil Eye                  | —           | —           | —           | —           | —           | —           | —           | —           | —           | —           | —           | —           | —           | —           |                                         | Right Thoughts, Right Words, Right Action |
| 2014                                                                          | Bullet                    | —           | —           | —           | —           | —           | —           | —           | —           | —           | —           | —           | —           | —           | —           |                                         | Right Thoughts, Right Words, Right Action |
| 2014                                                                          | Fresh Strawberries        | —           | —           | —           | —           | —           | —           | —           | —           | —           | —           | —           | —           | —           | —           |                                         | Right Thoughts, Right Words, Right Action |
| 2014                                                                          | Stand on the Horizon      | —           | —           | —           | —           | —           | —           | —           | —           | —           | —           | —           | —           | —           | —           |                                         | Right Thoughts, Right Words, Right Action |
| 2017                                                                          | Always Ascending          | —           | —           | —           | —           | —           | —           | —           | —           | —           | —           | —           | —           | —           | —           |                                         | Always Ascending                          |
| 2018                                                                          | Feel the Love Go          | —           | —           | —           | —           | —           | —           | —           | —           | —           | —           | —           | —           | —           | —           |                                         | Always Ascending                          |
| 2018                                                                          | Lazy Boy                  | —           | —           | —           | —           | —           | —           | —           | —           | —           | —           | —           | —           | —           | —           |                                         | Always Ascending                          |
| 2018                                                                          | Glimpse of Love           | —           | —           | —           | —           | —           | —           | —           | —           | —           | —           | —           | —           | —           | —           |                                         | Always Ascending                          |
| 2021                                                                          | Billy Goodbye             | —           | —           | —           | —           | —           | —           | —           | —           | —           | —           | —           | —           | —           | —           |                                         | Hits to the Head                          |
| 2022                                                                          | Curious                   | —           | —           | —           | —           | —           | —           | —           | —           | —           | —           | —           | —           | —           | —           |                                         | Hits to the Head                          |
| 2024                                                                          | Audacious                 | —           | —           | —           | —           | —           | —           | —           | —           | —           | —           | —           | —           | —           | —           |                                         | The Human Fear                            |
| "—" indica una pubblicazione non classificata o non pubblicata in quel Paese. |                           |             |             |             |             |             |             |             |             |             |             |             |             |             |             |                                         |                                           |

## Videografia

### Album video
| Anno | Titolo                                                                                    | Certificazioni |
| ---- | ----------------------------------------------------------------------------------------- | -------------- |
| 2005 | Franz Ferdinand - Pubblicato: 28 novembre 2005 - Etichetta: Domino Records - Formati: DVD | - USA: Platino |

### Video musicali
| Anno | Titolo                    | Regista                                |
| ---- | ------------------------- | -------------------------------------- |
| 2003 | Darts of Pleasure         | Scott Lyon                             |
| 2004 | Take Me Out               | Jonas Odell                            |
| 2004 | The Dark of the Matinée   | Chris Hopewell                         |
| 2004 | Michael                   | Uwe Flade                              |
| 2004 | This Fire                 | StyleWar                               |
| 2005 | Do You Want To            | Diane Martel                           |
| 2005 | Walk Away                 | Scott Lyon                             |
| 2006 | The Fallen                | Alex & Martin                          |
| 2006 | L. Wells                  | Blair Young                            |
| 2006 | Jeremy Fraser             | Scott Lyon                             |
| 2006 | Eleanor Put Your Boots On | Chris Hopewell                         |
| 2006 | Wine in the Afternoon     | Blair Young                            |
| 2007 | All My Friends            | Anna McCarthy                          |
| 2009 | Ulysses                   | Will Lovelace e Dylan Southern         |
| 2009 | No You Girls              | Nima Nourizadeh                        |
| 2009 | Can't Stop Feeling        | Russell Weekes                         |
| 2013 | Right Action              | Jonas Odell                            |
| 2013 | Love Illumination         | Tim Saccenti                           |
| 2013 | Evil Eye                  | Diane Martel                           |
| 2013 | Bullet                    | Andy Knowles                           |
| 2014 | Erdbeer Mund              | Anna McCarthy                          |
| 2014 | Fresh Strawberries        | Margarita Louca                        |
| 2014 | Stand on the Horizon      | Karan Kandhari                         |
| 2015 | Johnny Delusional         | AB/CD/CD                               |
| 2015 | Piss Off                  | ROBiSROB                               |
| 2015 | Call Girl                 | Sasha Rainbow                          |
| 2017 | Always Ascending          | AB/CD/CD                               |
| 2018 | Feel the Love Go          | Diane Martel                           |
| 2018 | Glimpse of Love           | Alice Kunisue                          |
| 2021 | Billy Goodbye             | Diane Martel, Alex Kapranos e Ben Cole |
| 2022 | Curious                   | Andy Knowles                           |
| 2024 | Audacious                 | Andy Knowles                           |